# سیکلیزین
سیکلیزین (انگلیسی: Cyclizine) دارویی است که برای درمان تهوع, گیجی, بیماری حرکت استفاده شده و در فرم های خوراکی، شیاف و داخل وریدی در دسترس است.